# Les Louves (téléfilm, 1986)
Les Louves est un téléfilm franco-britannique réalisé par Peter Duffell, diffusé le 28 mai 1986.

## Fiche technique
- Titre anglais : Letters to an Unknown Lover
- Réalisateur : Peter Duffell
- Scénario : Eric Kahane, d'après le roman de Boileau-Narcejac
- Photographie : Claude Robin
- Musique : Raymond Alessandrini
- Costumes: Lisèle Roos
- Durée : 101 minutes.

## Distribution
- Yves Beneyton : Gervais
- Cherie Lunghi : Hélène
- Andréa Ferréol : Julia
- Ralph Bates : Bernard
- Mathilda May : Agnès
- Charles Alvez da Cruz, Kamil Zuber, Caroline Dupuy et Aurélia Stephan : les enfants au piano
- Cadine Constan : la vieille dame
- Gabriel Gobin : le vieux monsieur
- Leslie Clack : l'avocat